# Moeders & dochters
Moeders & dochters was omstreeks 2008 een realityreeks op VTM gepresenteerd door Koen Wauters.
In het programma namen tien duo's bestaande uit moeder en dochter het tegen elkaar op. Ze moesten zich bewijzen in tal van opdrachten. Elke week moesten de duo's zich voor de jury presenteren en wordt er één duo weggestemd. De deelnemers streden om de hoofdprijs van twee diamanten, elk ter waarde van 15.000 euro. Uiteindelijk won het duo met de sterkste moeder-dochter band. Opnames gebeurden in kasteel Groenhoven.

## Jury
- Marijke Pinoy
- Tiany Kiriloff
- Dirk Draulans